# إريك ليتشاي
إريك جوزيف ليتشاي (بالإنجليزية: Eric Lichaj)‏ (مواليد 17 نوفمبر 1988 في دونيرز غروف - أمريكا[ ؟ ]) لاعب كرة قدم أمريكي يلعب حاليا لصالح نادي الدرجة الممتازة أستون فيلا الإنجليزي منذ 2007 في مركز الظهير الأيمن .

## روابط خارجية
- إريك ليتشاي على موقع اتحاد تركيا (لاعب) (الإنجليزية)
- إريك ليتشاي على موقع قاعدة بيانات كرة القدم.إي يو (الإنجليزية)
- إريك ليتشاي على موقع ناشيونال فوتبول تيمز (الإنجليزية)
- إريك ليتشاي على موقع Soccerbase.com (لاعب) (الإنجليزية)
- إريك ليتشاي على موقع Soccerway.com (الإنجليزية)
- إريك ليتشاي على موقع عالم كرة القدم.نت (الإنجليزية)
- إريك ليتشاي على موقع كووورة
- إريك ليتشاي على موقع AS.com (الإسبانية)